# Aisling
Aisling ist ein weiblicher Vorname.

## Herkunft und Bedeutung
Der Name bedeutet im Gälischen Traum/Vision.
Varianten sind Aislinn, Aislin und Ashling.

## Bekannte Namensträgerinnen
- Aisling Walsh (* 1958), irische Filmregisseurin
- Aisling O’Sullivan (* 1968), irische Schauspielerin
- Aisling Blake (* 1981), irische Squashspielerin
- Aisling Bea (* 1984), irische Schauspielerin, Bühnenautorin und Komikerin
- Aisling Loftus (* 1990), britische Schauspielerin
- Aisling Franciosi (* 1993), italienisch-irische Schauspielerin